# Mario Melchiot
Mario Dino Patrick Melchiot (* 4. listopadu 1976) je bývalý nizozemský profesionální fotbalista, který hrál na pozici obránce. Hrál jak na pozici pravého obránce, tak na pozici středního obránce a příležitostně hrál i jako střední záložník.

## Mládí
Melchiot se narodil a vyrůstal v Amsterdamu, kde žil se svými dvěma bratry a dvěma sestrami. Měl blízký vztah se svým nejstarším bratrem Winstonem, který působil jako Mariův mentor poté, co se jejich rodiče rozvedli. Když Winston v roce 1996 ve věku 25 let zemřel na infarkt, Melchiot uvažoval o tom, že s fotbalem skončí.

## Klubová kariéra

### Ajax
Melchiot začal svou kariéru v mládežnickém týmu Ajaxu a v prvním týmu debutoval v sezóně 1996/97. Svůj první gól za klub vstřelil v semifinále Ligy mistrů při porážce 1:4 s Juventusem. Melchiot strávil v klubu tři sezóny, v roce 1998 vyhrál Eredivisii a v letech 1998 a 1999 KNVB Cup. V létě 1999 podepsal tříletou smlouvu s Chelsea.

### Chelsea
Po většinu své první sezóny v Chelsea Melchiot kvůli zraněním nenastupoval za první tým. Dne 22. dubna 2000 však po zranění Alberta Ferrera konečně debutoval při remíze 1:1 s Middlesbrough. O měsíc později si zahrál ve finále FA Cupu 2000 proti Aston Ville, kde napomohl Chelsea k vítězství.
Na začátku sezóny 2000/01 vstřelil svůj první gól za Chelsea při výhře 2:0 nad Manchesterem United v FA Charity Shield. Svůj druhý gól vstřelil také proti Manchesteru United, když v sezóně 2001/02 pomohl svému týmu k památné výhře 3:0 na Old Trafford. Pod vedením Claudia Ranieriho se rychle etabloval jako pravidelný člen základní sestavy a brzy byl odměněn prodloužením smlouvy, která ho v klubu udržela až do roku 2004.

### Birmingham City
V červenci 2004 podepsal tříletou smlouvu s Birminghamem City a debutoval při remíze 1:1 s Portsmouthem. V jeho druhé sezóně se Birmingham ocitl v boji o sestup. Brzy se stal obětním beránkem za špatné výkony klubu a v zápase proti Tottenhamu Hotspur ho jeho vlastní fanoušci vypískali. Birmingham definitivně sestoupil v dubnu 2006 po remíze 0:0 s Newcastlem United. Svůj poslední zápas za Birmingham odehrál 7. května 2006 při porážce 0:1 s Boltonem Wanderers. Během svého působení v Birminghamu vstřelil dva ligové góly, a to proti Charltonu Athletic a Wiganu Athletic.

### Rennes
V srpnu 2006 se Melchiot připojil k francouzskému klubu Rennes, kde podepsal roční smlouvu. Svůj první gól za klub vstřelil v utkání 16. kola Coupe de la Ligue proti klubu Ligue 2 Libourne-Saint-Seurin. U fanoušků Rennes si získal přízeň, když vstřelil svůj první ligový gól za klub při výhře 2:0 nad odvěkým rivalem Nantes. Melchiotova smlouva s Rennes trvala do léta 2007.

### Wigan Athletic
Melchiot přestoupil do Wiganu Athletic 15. června 2007. Dne 24. července 2007 mu byl udělen kapitánský post po odchodu jeho krajana Arjana de Zeeuwa. Stal se miláčkem fanoušků na JJB Stadium a zapsal se do historie Latics, když se stal prvním hráčem Wiganu, který hrál na velkém mezinárodním turnaji, když nastoupil za Nizozemsko proti Rumunsku na Mistrovství Evropy ve fotbale 2008. Během tří let v klubu odehrál za Wigan 101 zápasů.
V červnu 2010 Melchiot odmítl novou smlouvu s Wiganem a souhlasil s přestupem do katarského klubu Umm Salal poté, co jeho stávající smlouva vypršela na konci měsíce. Debutoval při remíze 2:2 s Al-Arabi. Na konci sezóny 2010/11 opustil Umm Salal, protože se klub rozhodl neudělit mu novou jednoletou smlouvu.

## Reprezentační kariéra
Melchiot nastoupil za Nizozemsko 22krát od svého debutu na mezinárodní scéně 11. října 2000 při porážce 0:2 v kvalifikaci na Mistrovství světa ve fotbale 2002 s Portugalskem. Naposledy se na mezinárodní scéně objevil 17. června 2008 v posledním zápase skupiny na Mistrovství Evropy ve fotbale 2008 proti Rumunsku.

## Mimo fotbal
V roce 1998 Melchiot a jeho spoluhráči z Ajaxu Benni McCarthy a Dean Gorre, kteří si říkali BMD, vydali rap/R & B skladbu nazvanou "Midas Touch". Vedl také kampaň pro British Heart Foundation a objevil se v kvízovém pořadu A Question of Sport.

## Statistiky
| Klub              | Sezóna            | Liga              | Liga   | Liga | Národní pohár | Národní pohár | Ligový pohár | Ligový pohár | Kontinentální | Kontinentální | Ostatní | Ostatní | Celkově | Celkově |
| Klub              | Sezóna            | Soutěž            | Zápasy | Góly | Zápasy        | Góly          | Zápasy       | Góly         | Zápasy        | Góly          | Zápasy  | Góly    | Zápasy  | Góly    |
| ----------------- | ----------------- | ----------------- | ------ | ---- | ------------- | ------------- | ------------ | ------------ | ------------- | ------------- | ------- | ------- | ------- | ------- |
| Ajax              | 1996/97           | Eredivisie        | 23     | 0    | 1             | 0             | —            | —            | 9             | 1             | 1       | 0       | 34      | 1       |
| Ajax              | 1997/98           | Eredivisie        | 26     | 0    | 3             | 0             | —            | —            | 4             | 0             |         |         | 33      | 0       |
| Ajax              | 1998/99           | Eredivisie        | 24     | 1    | 4             | 1             | —            | —            | 1             | 0             | 1       | 0       | 30      | 2       |
| Ajax              | Celkově           | 73                | 1      | 8    | 1             | —             | —            | 14           | 1             | 2             | 0       | 97      | 3       |         |
| Chelsea           | 1999/00           | Premier League    | 5      | 0    | 1             | 0             | 0            | 0            | 0             | 0             | —       | —       | 6       | 0       |
| Chelsea           | 2000/01           | Premier League    | 31     | 0    | 1             | 0             | 1            | 0            | 1             | 0             | 1       | 1       | 35      | 1       |
| Chelsea           | 2001/02           | Premier League    | 37     | 2    | 6             | 0             | 4            | 0            | 3             | 0             | —       | —       | 50      | 2       |
| Chelsea           | 2002/03           | Premier League    | 34     | 0    | 5             | 0             | 2            | 0            | 0             | 0             | —       | —       | 41      | 0       |
| Chelsea           | 2003/04           | Premier League    | 23     | 2    | 3             | 0             | 2            | 0            | 5             | 0             | —       | —       | 33      | 2       |
| Chelsea           | Celkově           | 130               | 4      | 16   | 0             | 9             | 0            | 9            | 0             | 1             | 1       | 165     | 5       |         |
| Birmingham City   | 2004/05           | Premier League    | 34     | 1    | 2             | 0             | 2            | 0            | —             | —             | —       | —       | 38      | 1       |
| Birmingham City   | 2005/06           | Premier League    | 23     | 1    | 5             | 0             | 1            | 0            | —             | —             | —       | —       | 29      | 1       |
| Birmingham City   | Celkově           | 57                | 2      | 7    | 0             | 3             | 0            | —            | —             | —             | —       | 67      | 2       |         |
| Rennes            | 2006/07           | Ligue 1           | 30     | 2    | 1             | 0             | 3            | 1            | —             | —             | —       | —       | 34      | 3       |
| Wigan Athletic    | 2007/08           | Premier League    | 31     | 0    | 1             | 0             | 1            | 0            | —             | —             | —       | —       | 33      | 0       |
| Wigan Athletic    | 2008/09           | Premier League    | 34     | 0    | 0             | 0             | 1            | 0            | —             | —             | —       | —       | 35      | 0       |
| Wigan Athletic    | 2009/10           | Premier League    | 32     | 0    | 1             | 0             | 0            | 0            | —             | —             | —       | —       | 33      | 0       |
| Wigan Athletic    | Celkově           | Celkově           | 97     | 0    | 2             | 0             | 2            | 0            | —             | —             | —       | —       | 101     | 0       |
| Celkově v kariéře | Celkově v kariéře | Celkově v kariéře | 387    | 9    | 34            | 1             | 17           | 1            | 23            | 1             | 3       | 1       | 464     | 13      |

## Úspěchy
Ajax
- Eredivisie: 1997/98
- KNVB Cup: 1997/98, 1999/99

Chelsea
- FA Cup: 1999/2000; poražený finalista: 2001/02
- FA Charity Shield: 2000